# Игуман Варнава (Бућан)
Варнава Бућан (Сарајево, 1896 — Манастир Подластва, 1942) био је православни игуман Манастира Прасквица.
У Загребу је апсолвирао на историјско-географском смјеру. Неко вријеме је радио као учитељ, а потом се замонашио у манастиру Врднику на Фрушкој гори. Радио је најприје у битољској, а затим и цетињској богословији. Говорио је њемачки, мађарски и француски језик. Из богословије на Цетињу је прешао у манастир Прасквицу, а потом именован за настојатеља манастира Подластве у Грбљу. Смрт га је омела да ту дужности и прими јер су га 24. јануара 1942. године убили партизани. Неколико дана по његовом повратку из Албаније партизани су упали у манастир Прасквицу, гдје су га затекли на вечери. Одвели су га у свој штаб и осудили на смрт. Издахнуо је после великог мучења (четрдесетшест убода ножем), а његово тијело је нађено у недалеко од манастира на путу ка Светом Стефану. Сахрањен је на манастирском гробљу на Светога Саву.